# Библиография братьев Стругацких

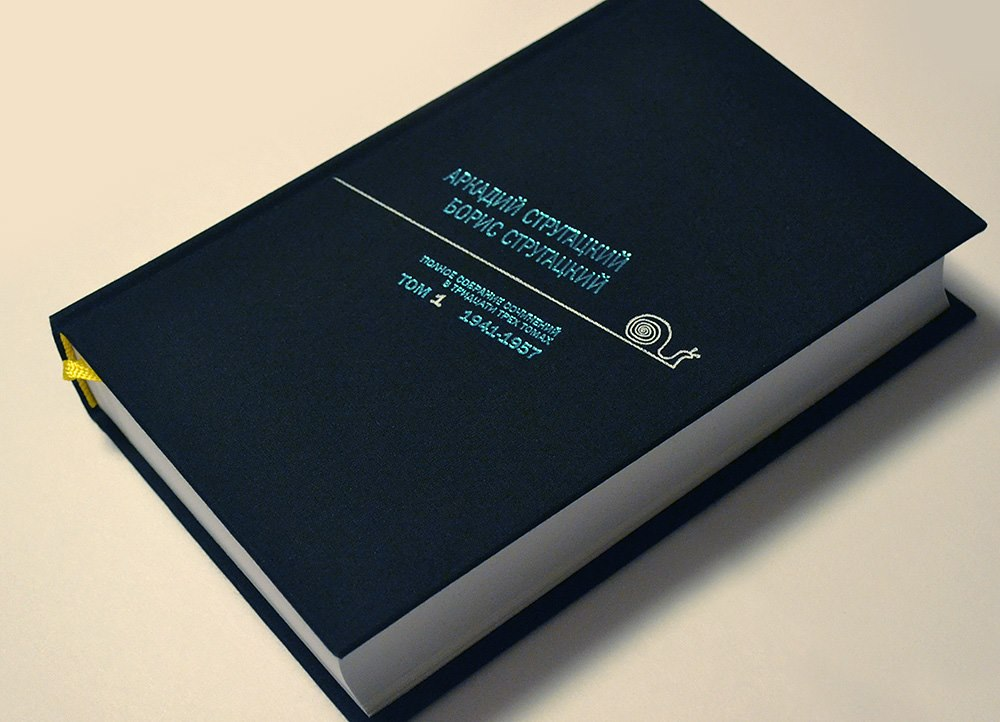
Первый том 33-томного полного собрания сочинений издательства «А. В. Сидорович» (2017)

Спецификой творчества братьев Стругацких являлся разработанный ими метод, когда два человека создавали единый литературный мир и писали большинство произведений в непрерывном диалоге, в буквальном смысле согласовывая каждую фразу и каждое слово. Аркадий Стругацкий являлся профессиональным переводчиком с английского и японского языков, опубликовав ряд переводов англоязычной и японской фантастики под разными псевдонимами.
В период 1958—1990 годов Стругацкими было опубликовано 29 повестей, романов и пьеса, а также они написали несколько десятков рассказов, выходивших в авторских сборниках «Путь на Амальтею» и «Шесть спичек» (оба 1960 года). До 1985 года часть произведений не могла быть опубликована в СССР, в период перестройки наступил «стругацковский бум», когда сочинения соавторов вышли в полном объёме и издавались миллионными тиражами. В 1990 году вышло двухтомное собрание «Избранных произведений» (позднее переизданное в трёх томах с тем же набором произведений). Первое представительное собрание сочинений издательства «Текст» (по цвету обложки «белое») вышло в 1991—1994 годах в 10 томах, до 1995 года вышло ещё четыре дополнительных тома. Также в 1996—2012 годах выходила объёмная серия «Миры братьев Стругацких». Некоммерческая группа исследователей творчества Стругацких «Людены» в 2000—2001 годах опубликовала «чёрный» 11-томник (в 2003 вышел 12-й дополнительный том), все тексты в котором были сверены с авторскими рукописями и с согласия Б. Н. Стругацкого отредактированы с целью максимального приближения к авторскому замыслу. В 2015—2022 годах группой «Людены» было выпущено 33-томное полное собрание сочинений, построенное в строго хронологическом порядке.

## Романы и повести
Указан год первой публикации
- 1959 — «Страна багровых туч»
- 1960 — «Извне» (на основе одноимённого рассказа, опубликованного в 1958 году)
- 1960 — «Путь на Амальтею»
- 1961 — «Полдень, XXII век» (изначально роман вышел под названием «Возвращение»)
- 1962 — «Стажёры»
- 1962 — «Попытка к бегству»
- 1963 — «Далёкая Радуга»
- 1964 — «Трудно быть богом»
- 1965 — «Понедельник начинается в субботу»
- 1965 — «Хищные вещи века»
- 1966—1968 — «Улитка на склоне» (написана в 1965 году; первая полная публикация в СССР — 1988)
- 1967 — «Гадкие лебеди» (первая публикация за рубежом — 1972 год, первая публикация в СССР — 1987 год)
- 1968 — «Второе нашествие марсиан»
- 1968 — «Сказка о Тройке» (первая полная публикация в СССР — 1987 год)
- 1969 — «Обитаемый остров» (книжная публикация — в 1971 году)
- 1970 — «Отель „У Погибшего Альпиниста“»
- 1971 — «Малыш»
- 1972 — «Пикник на обочине»
- 1974 — «Парень из преисподней»
- 1976—1977 — «За миллиард лет до конца света»
- 1980 — «Повесть о дружбе и недружбе»
- 1979—1980 — «Жук в муравейнике»
- 1982 — «Хромая судьба» (опубликована в 1986 году)
- 1985—1986 — «Волны гасят ветер»
- 1988 — «Отягощённые злом, или Сорок лет спустя»
- 1988—1989 — «Град обреченный» (написан в 1972—1975 годах)
- 1990 — «Беспокойство» (первый вариант повести «Улитка на склоне», написанный в марте 1965 года)

## Рассказы
Указан год написания
- 1946 — «Как погиб Канг» (впервые опубликован в 2001 году)
- 1955 — «Песчаная горячка» (впервые опубликован в 1990 году)
- 1957 — «Извне»
- 1958 — «Спонтанный рефлекс»
- 1958 — «Человек из Пасифиды»
- 1960 — «Моби Дик» (рассказ, исключённый из переизданий книги «Полдень, XXII век»)
- 1960 — «В наше интересное время» (впервые опубликован в 1993 году)
- 1963 — «К вопросу о циклотации» (впервые опубликован в 2008 году)
- 1963 — «Первые люди на первом плоту» («Летающие кочевники», «Дикие викинги»)
- 1963 — «Бедные злые люди» (впервые опубликован в 1990 году)

## Драматургия
Указан год первой публикации
- 1987 — «Пять ложек эликсира»
- 1989 — «Без оружия»
- 1990 — «Жиды города Питера, или Невесёлые беседы при свечах»

## Переводы
С. Бережков, С. Победин, С. Витин — псевдонимы братьев Стругацких, использовавшиеся для переводов. Список приводится по официальному сайту А. и Б. Стругацких
- Абэ Кобо. Совсем как человек: повесть / пер. с японского С. Бережкова
- Абэ Кобо. Тоталоскоп: рассказ / пер. с япон. С. Бережкова
- Абэ Кобо. Четвёртый ледниковый период: повесть / пер. с япон. С. Бережкова
- Айзек Азимов. Как им было весело: рассказ / пер. с английского С. Бережкова
- Акутагава Рюноскэ. Бататовая каша: новелла / пер. с япон. А. Стругацкого
- Акутагава Рюноскэ. В стране водяных: повесть / пер. с япон. А. Стругацкого
- Акутагава Рюноскэ. Нос: новелла / пер. с япон. А. Стругацкого
- Биксби Джером. Мы живём хорошо. Рассказ / пер. с англ. С. Бережкова
- Браун Фредерик. Этаоин Шрдлу: рассказ / пер. с англ. С. Бережкова
- Ватанабэ Д. Ненависть: Стихи / пер. с япон. А. Стругацкого
- Джекобс Уильям. Старые капитаны: новеллы / пер. с англ. С. Бережкова
- Ихара Сайкаку. В женских покоях плотничать женщине: новелла / пер. с япон. А. Стругацкого
- Ихара Сайкаку. И барабан цел, и ответчик не в ответе: новелла / пер. с япон. А. Стругацкого
- Ихара Сайкаку. Подсчитали, прослезились бы, да некому: новелла / пер. с япон. А. Стругацкого
- Клемент Хол. Огненный цикл. Роман / пер. с англ. С. Бережкова, С. Победина
- Клемент Хол. Экспедиция «Тяготение». Роман / пер. с англ. С. Бережкова
- Кумуока И. Солидарность: Стихи / пер. с япон. А. Стругацкого
- Миёси Тору. Девушка для танцев / пер. с япон. А. Стругацкого
- Миямото Юрико. Блаженный Мияда: повесть / пер. с яп. А. Стругацкого
- Морита К. Горняки: стихи / пер. с япон. А. Стругацкого
- Моррисон, Уильям. Мешок. Рассказ / пер. с англ. С. Бережкова
- Нацумэ Сосэки. Ваш покорный слуга кот: повесть / пер. с япон. А. Стругацкого
- Нома Хироси. Зона пустоты: роман / пер. с япон. А. Стругацкого
- Андре Нортон. Саргассы в космосе. Повесть / пер. с англ. С. Бережкова, С. Витина
- Санъютэй Энтё. Пионовый фонарь: повесть / пер. с япон. А. Стругацкого
- Сказание о Ёсицунэ: роман / пер. со старояпон. А. Стругацкого
- Уиндем, Джон. День триффидов. Роман / пер. с англ. С. Бережкова
- Уэда Акинари. Луна в тумане: новеллы / пер. с япон. Р. Зея, А. Стругацкого
- Хотта Ёсиэ. Шестерни: повесть / пер. с япон. А. Стругацкого
- Эмис Кингсли. Хемингуэй в космосе: рассказ / пер. с англ. С. Бережкова

## Адаптации
По мотивам ряда произведений Стругацких осуществлялись кино- и телепостановки:
- 1965 — Телеспектакль «Понедельник начинается в субботу» ЛенТВ (режиссёр А. Белинский, в ролях: В. Смирнов, Н. Слободская, О. Лянсберг, Л. Секирин, В. Костецкий, Р. Литвинов, В. Тыкке, М. Розанов, Д. Волосов, В. Арсентьев)[2][3].
- 1976 — Польский телеспектакль «Отель „У погибшего альпиниста“» (пол. Hotel pod poległym alpinistą, реж. Станислав Воль)[4].
- 1977 — Чехословацкое телевидение поставило мини-сериал по мотивам повести «Пикник на обочине» под названием Návštěva z Vesmíru («Визит из космоса»). Сериал был разгромлен критикой и к 2020-м годам о сохранности каких-либо копий неизвестно[5][6].
- 1979 — «Отель „У погибшего альпиниста“» (режиссёр Григорий Кроманов, Таллинфильм)[7][8].
- 1979 — «Сталкер» (режиссёр Андрей Тарковский, сценарий братьев Стругацких)[9].
- 1981 — «Космические пришельцы» (реж. Алексей Соловьёв, сценарий Аркадий Стругацкий, Мариан Ткачёв)[10].
- 1982 — «Чародеи» (реж. К. Бромберг)[11].
- 1983 — «Космические пришельцы 2» (реж. Алексей Соловьёв, сценарий Аркадий Стругацкий, Мариан Ткачёв, Алексей Соловьёв)[12].
- 1983 — «Миллиард лет до конца света» (венг. Egymilliárd évvel a világvége előtt, реж. Ласло Феликс, сценарий Ласло Цетё Бернат, Петер Сентмихайи Сабо, Аркадий Стругацкий)[13].
- 1986 — «Письма мёртвого человека» (реж. К. Лопушанский, сценарий В. Рыбаков, К. Лопушанский, Б. Стругацкий)[14][9].
- 1986 — «За миллиард лет до конца света» (фин. Miljardi vuotta ennen maailmanloppua, реж. Тапио Суоминен)[15].
- 1987 — «Малыш» — телефильм, театральная постановка Центрального детского театра[16].
- 1988 — «Дни затмения» (реж. А. Сокуров)[17].
- 1989 — «Трудно быть богом» (реж. П. Фляйшман)[18].
- 1990 — «Искушение Б.» (реж. А. Сиренко) по киноповести «Пять ложек эликсира»[18].
- 1992 — «Отель „У погибшего альпиниста“» (польск. Hotel pod poległym alpinistą, реж. Михал Квециньский)
- 1992 — «О дружбе и недружбе» (реж. Андрей Федянин) по произведению Повесть о дружбе и недружбе[19][20]
- 1993 — «Обитаемый остров» (реж. А. Клименко)[21][22].
- 1994 — «Неназначенные встречи» (чеш. Nesmluvená setkání, реж. Ирена Павласкова) по повести «Малыш»[18].
- 1996 — «Перед концом света» (греч. Πριν το τέλος του κόσμου, реж. Панайотис Марулис, сценарий Панайотис Марулис, Аркадий Стругацкий, Борис Стругацкий)[23][24].
- 2006 — «Гадкие лебеди» (реж. К. Лопушанский)[18].
- 2009 — «Обитаемый остров» (реж. Ф. Бондарчук)[18].
- 2012 — «6» (реж. Тимур Шин, по мотивам «Пять ложек эликсира»)[25]
- 2012 — «Зона» (фин. Vyöhyke), независимая инди-киногруппа Pilman Radiant Pictures[26]
- 2013 — «Трудно быть богом» (реж. А. Герман-старший)[18].
- 2021 — «Ura Sekai Picnic», Научно-фантастический аниме сериал в жанре юри (яп. 裏世界ピクニック, реж. Такуя Сато, Felix Film[англ.], Liden Films)[27].

Серия игр «S.T.A.L.K.E.R.» официально никак не связана с братьями Стругацкими, но использует многие элементы из «Пикника на обочине» и «Забытого эксперимента».

## Издания и переиздания в Советском Союзе
Библиограф Павел Поляков (1964—2017) на фактическом материале взялся перепроверить тиражируемую в 1990—2000-е годы версию, что в советское время Стругацких редко и нерегулярно издавали («с намёком, что по цензурным соображениям»). Особенностью издательской политики в СССР 1950—1980-х годов (примерно до 1989 года) являлось то, что не приветствовались переиздания авторов и произведений «низкого» жанра (фантастика и приключения), на что работали организационные и финансовые барьеры. Переиздания в условиях плановой экономики резервировались для писателей-классиков, которыми для фантастики в хрущёвско-брежневскую эпоху являлись Алексей Толстой и несколько позже Александр Грин, а также писатели-юбиляры. Выходом зачастую было издание новых редакций книг, в чём весьма преуспел Александр Казанцев, чья творческая манера предусматривала постоянную доработку прежних произведений. Произведения малого и среднего жанра могли быть переизданы в авторских и коллективных сборниках. Исследование П. Полякова показало, что в период 1963—1969 годов были переизданы все повести Стругацких, от «Извне» до «Понедельник начинается в субботу» (7 книг). В период 1970—1978 годов была переиздана только повесть «Полдень, XXII век» и за это же время вышло всего две новых книги авторов. Это объяснялось как персональными гонениями властей, так и общей ситуацией с фантастической литературой в Советском Союзе (даже отмечаемый Стругацкими как «недруг» А. Казанцев за десять лет опубликовал всего три книги). После 1980 года книги Стругацких стало возможно переиздавать в издательствах союзных республик. За десять лет (1979—1989) из 18 опубликованных к тому времени повестей переиздано 16 (все, кроме «Страны багровых туч» и утопии «Полдень, XXII век»). Девять повестей переиздавались единожды, шесть — дважды, «Трудно быть богом» трижды, «Понедельник начинается в субботу» — четыре раза. Одиннадцать повестей переиздано центральными издательствами, восемь — республиканскими. В перечисление не включались допечатки тиражей по макету. В Москве и Ленинграде охотнее печатали ранние произведения Стругацких, частотность раннего и зрелого творчества писателей, увидевших свет на периферии, была примерно одинаковой. П. Поляков категорически утверждал, что доказательно выявить внешнее негативное влияние на переиздание конкретных произведений невозможно.
До конца 1970-х годов книги Стругацких издавались и переиздавались в трёх центральных издательствах: «Детгиз», «Молодая гвардия» и Лениздат. В 1983—1985 годах Стругацких издавали на периферии в Кишинёве и Баку. В перестройку и до издательского бума 1989 года (когда тиражи стали миллионными) у Стругацких вышло две книги в центральных издательствах, три книги и коллективный сборник в Минске, Риге, Душанбе и Кишинёве.

## Собрания сочинений
Первые попытки издать собрание сочинений авторов предпринимались в СССР с 1988 года, в результате чего в 1990 году издательством «Московский рабочий» стотысячным тиражом было выпущено двухтомное собрание «Избранных сочинений», включавшее в себя следующие произведения: «Понедельник начинается в субботу», «Сказка о Тройке», «Попытка к бегству», «Трудно быть богом» (1 том), «За миллиард лет до конца света», «Второе нашествие марсиан», «Град обреченный», «Отягощённые злом, или сорок лет спустя» (2 том). Его особенностью был текст повести «Сказка о Тройке», специально подготовленный авторами для данного собрания, представляющий собой промежуточный между «ангарским» и «сменовским» вариант.
К 2024 году существуют:
- Собрание сочинений издательства «Текст», основной корпус которого вышел в 1991—1994 годах под редакцией А. Мирера (под псевдонимом А. Зеркалов) и М. Гуревича. Собрание сочинений было выстроено в хронологически-тематическом порядке (например, в одном томе публиковались «Полдень, XXII век» и «Далёкая Радуга», а также «Понедельник начинается в субботу» и «Сказка о Тройке»). По требованию авторов в собрание не была включена их дебютная повесть «Страна багровых туч» (вышла только в составе второго дополнительного тома). Первые тома печатались тиражом 225 тыс. экз., последующие — 100 тыс. экз. Первоначально предполагалось издание 10 томов, к каждому из которых А. Мирер написал краткое предисловие, ему же принадлежала биография А. и Б. Стругацких в первом томе — первая из опубликованных. Большинство текстов издавалось в «канонических» вариантах, известных поклонникам, однако пострадавшие от цензуры «Пикник на обочине» и «Обитаемый остров» впервые были опубликованы в авторской редакции, а «Сказка о Тройке» — в версии 1989 года. В 1992—1994 годах увидели свет четыре дополнительных тома, в которые входили некоторые ранние работы, в том числе «Страна багровых туч», включённая по требованию читателей, драматургические произведения и киносценарии. Также была включена литературная запись фильма А. Тарковского «Сталкер» и то, что было опубликовано А. Н. и Б. Н. Стругацкими самостоятельно. Дополнительные тома печатались тиражами от 10 тыс. до 100 тыс. экз.[35]
- Книжная серия «Миры братьев Стругацких», издававшаяся по инициативе Николая Ютанова издательскими фирмами Terra Fantastica и АСТ в 1996—2012 годах. Далее издание перешло к издательству «Сталкер» (Донецк) в рамках проекта «Неизвестные Стругацкие». В рамках серии вышло 28 книг тиражом 3000—5000 экз. (допечатки следовали ежегодно). Тексты скомпонованы тематически. Данная книжная серия до 2010-х годов оставалась самым представительным собранием текстов, связанных с жизнью и творчеством А. и Б. Стругацких (например, переводы западной фантастики, выполненные Стругацкими, не публиковались в прочих собраниях сочинений, как и ряд драматургических произведений). «Хромая судьба» публиковалась отдельно, без вставной повести «Гадкие лебеди». «Сказка о Тройке» впервые опубликована в обеих редакциях — «ангарской» и «сменовской», и с тех пор переиздаётся только таким образом. Также в рамках серии был выпущен том избранных ответов Б. Н. Стругацкого «Интервью длиною в годы». Ряд наиболее популярных текстов периодически выпускается в мягкой обложке под логотипом серии и в аналогичном оформлении[36][37].
- Собрание сочинений издательства «Сталкер» (Донецк), реализованное в 2000—2003 годах в 12 томах (первоначально предполагалось издание 11 томов, вышедших в 2000—2001 годах). В среде поклонников Стругацких иногда называется «чёрным» — по цвету обложки. Главным редактором выступила С. Бондаренко (при участии Л. Филиппова), тома выходили тиражом 10 тыс. экз. Главной особенностью этого издания стала его приближенность к формату академического собрания сочинений: все тексты были тщательно сверены с первоначальными рукописями (когда это было возможно), все тома снабжены подробными комментариями Б. Н. Стругацкого, избранными фрагментами из критики своего времени и т. п. сопутствующими материалами. 11-й том был посвящён публикации ряда законченных, но не опубликованных в своё время сочинений (например, дебютный рассказ А. Н. Стругацкого «Как погиб Канг» 1946 года), в его составе также вышла значительная часть публицистических произведений Стругацких. Все тексты собрания сочинений были сгруппированы в хронологическом порядке. В состав 12-го (дополнительного) тома включена монография польского литературоведа В. Кайтоха «Братья Стругацкие», а также переписка Б. Н. Стругацкого с Б. Г. Штерном. В электронном виде данное собрание сочинений доступно на официальном сайте А. и Б. Стругацких[38]. В 2004 году вышел дополнительный тираж (с теми же ISBN), а в 2007 году это собрание сочинений было перепечатано в Москве издательством «АСТ» (также в обложках чёрного цвета) как «второе, исправленное издание». В 2009 году оно же вышло в ином оформлении, хотя также указывалось, что его оригинал-макет изготовлен издательством «Сталкер». Тома в издании «АСТ» 2009 года не нумерованы, а обозначены годами написания включённых в них текстов (например, «1955 — 1959»)[34].
- Собрание сочинений издательства «Эксмо» в 10 томах, реализованное в 2007—2008 годах. Тома издавались как в рамках серии «Отцы-основатели», так и в разноцветных обложках. Содержание его не следовало хронологическому порядку, тексты издавались по собранию сочинений «Сталкера» с приложением «Комментариев к пройденному» Б. Н. Стругацкого[34].
- Собрание сочинений издательства «АСТ» в 11 томах, реализованное в 2011—2012 годах тиражом от 1500 до 2000 экземпляров. Собрание полностью повторяло издание «Сталкера» 2001 года. Серийное оформление А. А. Кудрявцева[34].
- Полное собрание сочинений группы «Людены». В декабре 2012 года было анонсировано полное 30-томное собрание сочинений, основную работу над которым ведёт по архиву Стругацких группа «Людены»: Юрий Флейшман, Владимир Борисов, а также текстологи Светлана Бондаренко и Виктор Курильский. В 2015—2016 годах группа «Людены» опубликовала 6 томов этого собрания; анонсировано издание 33 томов, расположенных строго по хронологическому принципу. Собрание включает все беллетристические произведения и черновики, всю публицистику, дневники и письма братьев, а также дополнительные материалы или то, что С. Бондаренко называет «вокруг да около»[39]. С. Бондаренко объявила, что в электронном виде это собрание будет полностью опубликовано в течение 2016 года[40]. К августу 2017 года представлены 16 томов собрания сочинений, распространяемых в электронном виде иерусалимским издательством «Млечный путь»; они также доступны в бумажном варианте по системе Печать по требованию[41][34]. К лету 2023 года выпущен основной 33-томный корпус и анонсированы дополнительные тома, включающие переводы, иные материалы[42]. С 2017 года издательство «А. В. Сидорович» выпускает коллекционные тома полного собрания сочинений в твёрдом переплёте, каждый в количестве 300—350 экземпляров (издание завершено в 2024 году). 33-томник составлен по хронологически-тематическому принципу: в каждом томе содержатся произведения всех жанров, написанные за определённый временной промежуток. Каждый том включает четыре раздела: 1) художественные произведения и их варианты, текстологический комментарий с указанием расхождений в версиях; 2) публицистика: статьи и интервью; 3) письма, дневники и записные книжки; 4) справочный аппарат с включением авторского комментария Б. Стругацкого, раскрытие цитат и аллюзий[34][43][44].

## Проект «Неизвестные Стругацкие»
Исследователи-стругацковеды группы «Людены» в 2005 году запустили проект «Стругацкие. Материалы к исследованию», состоящие из двух серий: «Черновики, рукописи, варианты» (составительница С. П. Бондаренко) и «Письма. Рабочие дневники» (составители С. П. Бондаренко и В. М. Курильский). Согласно замыслу составителей, предполагалось 10-томное издание материала архива Стругацких, позволяющих заинтересованному читателю заглянуть в их «творческую лабораторию». Издательство «АСТ» присвоило изданию коммерческое название «Неизвестные Стругацкие». Это объяснялось рядом обстоятельств. Во-первых, концепция издания заключалась в сочетании архивных текстов с объёмными комментариями С. Бондаренко. Во-вторых, Б. Н. Стругацкий разрешил публиковать архив с условием, что фамилии авторов («А. и Б. Стругацкие») не будут указаны на обложках. Помимо архивных текстов и комментариев в серии увидели свет статьи участников группы «Людены» — В. Курильского, В. Казакова, П. Полякова, Е. Шкабарни-Богославского, С. Лифанова, Р. Арбитмана, и комментарий М. Лемхина (США) к имеющимся в его распоряжении стругацковским черновикам, которые он не стал предоставлять составителям.
Фактическим изданием первых трёх томов (черновики и варианты изданий 1950—1970-х годов) занималось донецкое издательство «Сталкер», за «АСТ» было оставлено серийное оформление и техническое содействие. Четыре тома подсерии
«Черновики, рукописи, варианты» вышли в свет полностью; из шести запланированных томов «Письма. Рабочие дневники» вышли только два тома с материалами за 1942—1962 и 1963—1966 годы. Эти два тома были выпущены киевским издательством «НКП», так как «Сталкер» к 2009 году прекратил своё существование. Ввиду бесприбыльности издания руководство «АСТ» остановило серию. Обложки выпущенных шести книг иллюстрировались коллажами иллюстраций А. Дубовика к основной серии «Миры братьев Стругацких». В каждом томе помещалась 16-страничная вклейка с факсимиле фрагментов рукописей, черновиков, рабочего дневника и писем соавторов.
Оставшиеся неизданными четыре тома «Письма. Рабочие дневники» в 2012—2014 годах были напечатаны малым тиражом (в выходных данных указывались 100 экз.) волгоградским издательством «ПринТерра-Дизайн», при участии липецкого издательства «Крот» (глава — критик и активист фэндома С. Соболев). К 2012 году права на издание седьмого тома «Неизвестных Стругацких» ещё находились у руководства «АСТ», поэтому сначала вышли восьмой и девятый тома (с материалами за 1972—1984 годы), в 2013 году после истечения срока прав на издание — седьмой (1964—1971 годы) и в 2014 году заключительный десятый том. К серии вернулось изначальное издание «Стругацкие. Материалы к исследованию». Два заключительных тома вышли без вклеек с рисунками авторов из рабочего дневника. Ввиду крайне незначительных тиражей, группа «Людены» выложила все десять томов на сайте «Русская фантастика» в свободный доступ.